# Chambre de commerce et d'industrie du Mans et de la Sarthe
La chambre de commerce et d'industrie du Mans et de la Sarthe est la CCI du département de la Sarthe. Son siège est au Mans au 1, boulevard René Levasseur.
Elle fait partie de la chambre régionale de commerce et d'industrie des Pays de la Loire.

## Missions
À ce titre, elle est un organisme chargé de représenter les intérêts des entreprises commerciales, industrielles et de service de la Sarthe et de leur apporter certains services. C'est un établissement public qui gère en outre des équipements au profit de ces entreprises.
Comme toutes les CCI, elle est placée sous la double tutelle du Ministère de l'Industrie et du Ministère des PME, du Commerce et de l'Artisanat.

### Service aux entreprises
- Centre de formalités des entreprises
- Assistance technique au commerce
- Assistance technique à l'industrie
- Assistance technique aux entreprises de service
- Point A (apprentissage)

### Gestion d'équipements
- Aéroport Le Mans-Arnage

### Centres de formation
- EGC Le Mans (École de Gestion et de Commerce) ;
- Formation Continue
- Centre d'Etude des Langues
- Groupe ESCRA (École supérieure du commerce des réseaux automobiles) ;
- Centre de formation d'apprentis (CFA CCI Le Mans Sarthe) ;
- IDC (Institut pour le Développement des Compétences) ;
- In&ma Le Mans
- IFA (Institut de Formation des Ambulanciers)
- EKOD (Ecole des métiers du digital)

## Historique
- 1804 : chambre consultative des arts et manufactures du Mans.
- 23 octobre 1856 : chambre du commerce du Mans.
- 9 février 1890 : Inauguration du Palais du Commerce.
- 1971 : Gestion de l'aérodrome du Mans.
- 1977 : Institut consulaire de formation.

Pour en savoir plus :  : Historique sur le site de la CCI

## Pour approfondir